# Stevica Kuzmanovski
Stevica Kuzmanovski (* 16. November 1962 in Tetovo, SFR Jugoslawien, heute Mazedonien) ist ein ehemaliger jugoslawischer Fußballspieler und heutiger -trainer.

## Spielerkarriere
Stevica Kuzmanovski begann seine Karriere Anfang der 1980er-Jahre bei FK Partizan Belgrad. In seiner ersten und einzigen Saison für Partizan wurde Kuzmanovski jugoslawischer Meister. In der Spielzeit 1983/84 spielte er für FK Pelister Bitola. Von 1984 bis Anfang der 1990er-Jahre spielte der Abwehrspieler für OFK Belgrad und FK Rad Belgrad. Zur Saison 1992/93 wechselte Kuzmanovski in die Türkei zu Kocaelispor. 
Für Kocaelispor spielte er zwei Jahre lang und kam zu 59 Ligaspielen und erzielte ein Tor. Im Juli 1994 kam der Transfer zu Galatasaray Istanbul. Sein Vertrag mit den Gelb-Roten wurde nach vier Monaten aufgelöst und er ging ablösefrei zu Antalyaspor. Seine letzte Saison in der Türkei spielte er bei Eskişehirspor. Die letzten Jahre seiner aktiven Karriere verbrachte er bei FK Rad Belgrad und OFK Belgrad.

## Trainerkarriere
Kuzmanovski wurde nach seinem Karriereende Co-Trainer bei OFK Belgrad. 2003 wurde er zum Cheftrainer befördert. 2004 trennten sich die Wege zwischen ihm und OFK Belgrad. 2005 wurde Kuzmanovski Cheftrainer vom bulgarischen Verein Belasiza Petritsch. Belasiza Petritsch trainierte er zwei Jahre lang und wurde danach Trainer von Slawia Sofia. Es folgte PFK Montana und der armenische Klub FC Banants Jerewan.
Seine bislang letzte Tätigkeit war von Juli 2016 bis Oktober 2016 als Cheftrainer bei PFK Montana. Seit dem 1. Juli 2019 ist Kuzmanovski Cheftrainer von OFK Belgrad.

## Erfolge
FK Partizan Belgrad
- Jugoslawischer Meister: 1983